# 11870 Sverige
För andra betydelser, se Sverige (olika betydelser).
11870 Sverige eller 1989 TC3 är en asteroid upptäckt den 7 oktober 1989 av den belgiske astronomen Eric Walter Elst vid La Silla-observatoriet. Asteroiden har fått sitt namn efter det svenska namnet på det nordeuropeiska landet Sverige.